# Эммельман, Кирстен
Кирстен Эммельман, в девичестве Зимон (нем. Kirsten Siemon-Emmelmann; род. 19 апреля 1961, Варнемюнде) — восточногерманская легкоатлетка, специалистка по бегу на короткие дистанции. Выступала за сборную ГДР по лёгкой атлетике в 1980-х годах, обладательница бронзовой медали летних Олимпийских игр в Сеуле, чемпионка мира, двукратная чемпионка Европы, победительница и призёрка первенств национального значения, бывшая рекордсменка мира в эстафете 4 × 400 метров.

## Биография
Кирстен Зимон родилась 19 апреля 1961 года в районе Варнемюнде, Росток. Проходила подготовку в местном спортивном клубе «Эмпор» под руководством тренера Вольфганга Майера, позже тренировалась в Магдебурге у Клауса Вюббенхорста.
Впервые заявила о себе на международном уровне в сезоне 1979 года, когда вошла в состав восточногерманской национальной сборной и побывала на юниорском европейском первенстве в Быдгоще, откуда привезла награды серебряного и золотого достоинства, выигранные в индивидуальном беге на 100 метров и в эстафете 4 × 100 метров соответственно.
В 1981 году выступила на Кубке мира в Риме, где одержала победу в зачёте эстафеты 4 × 100 метров.
В 1982 году с мировым рекордом 3:19,04 победила в эстафете 4 × 400 метров на чемпионате Европы в Афинах.
В 1983 году в беге на 400 метров выиграла серебряную медаль на чемпионате Европы в помещении в Будапеште.
Начиная с 1984 года выступала под фамилией своего мужа Франка Эммельмана, так же титулованного бегуна-спринтера.
В 1985 году стала серебряной призёркой в 200-метровой дисциплине на чемпионате Европы в помещении в Пирее, в эстафете 4 × 400 метров была второй на Кубке Европы в Москве и первой на Кубке мира в Канберре.
В 1986 году стала бронзовой призёркой в беге на 200 метров на чемпионате Европы в помещении в Мадриде, тогда как на чемпионате Европы в Штутгарте превзошла всех соперниц в эстафете 4 × 400 метров и завоевала золото.
На чемпионате Европы в помещении в Льевене одержала победу в беге на 200 метров. На чемпионате мира 1987 года в Риме добавила в послужной список ещё одну награду золотого достоинства, выигранную в эстафете 4 × 400 метров, в индивидуальном беге на 400 метров получила бронзовую медаль.
Благодаря череде удачных выступлений удостоилась права защищать честь страны на летних Олимпийских играх 1988 года в Сеуле. В индивидуальном беге на 400 метров сумела дойти лишь до стадии полуфиналов, в то время как в эстафете 4 × 400 метров выиграла бронзовую олимпийскую медаль. Вскоре по окончании сеульской Олимпиады завершила спортивную карьеру.
Награждена двумя орденами «За заслуги перед Отечеством» в бронзе (1986, 1988).
Впоследствии занималась продажей спортивных товаров.